# フアン・トーレス・ルイス
カラ（Cala）こと、フアン・トーレス・ルイス（Juan Torres Ruiz、1989年11月26日 - ）は、スペイン王国セビリア県レブリハ出身の元プロサッカー選手。現役時代のポジションは、ディフェンダー（CB）。

## 経歴

### セビージャ
地元クラブであるセビージャFCのカンテラで育成され、2009年12月のUEFAチャンピオンズリーグ・レンジャーズFC戦でトップチームデビュー。2010年2月のレアル・サラゴサ戦でラ・リーガデビュー。
2010年9月、FCカルタヘナに1シーズンレンタル移籍することが発表された。
2011年7月、AEKアテネFCにレンタル移籍することが発表された。当初の契約は1シーズンの予定だったが、冬の移籍市場でマルティン・カセレスがユベントスFCに移籍したため、アテネに違約金6万ユーロを支払いセビージャに早期復帰した。

### カーディフ
2014年2月、プレミアリーグのカーディフ・シティFCにフリーで加入。同月のFAカップ・ウィガン・アスレティックFC戦で加入後初出場。2014年3月のエバートンFC戦で初ゴール。
しかしツイッターでクラブアカデミーでの練習を命じられたなど不満を漏らしていたためクラブとの関係が悪化、最終的に2014年12月を持ってクラブとの契約を解消した。

### グラナダ
カーディフ退団後、ヘタフェCFが強い関心を示していると報じられたが、2015年1月にグラナダCFと契約を結んだ。しかし、シーズン途中に就任したホセ・ラモン・サンドバル監督に余剰戦力と見なされ、シーズン終了後にグラナダを退団した。

### ヘタフェ
2015年6月、ヘタフェCFと3年契約を結んだ。
2016年8月、FCアンジ・マハチカラに買い取りオプション付きで1シーズンレンタル移籍すると発表された が、7日後に個人的な理由（弟の健康問題）で移籍が取りやめになったことをインスタグラムで報告した。

### 河南建業
2018年3月1日、河南建業足球倶楽部に移籍した。

### ラス・パルマス
2018年7月7日、UDラス・パルマスに2年契約で移籍した。

### カディス
2019年7月17日、カディスCFに5年契約で移籍した.。

## タイトル
セビージャ
- UEFAヨーロッパリーグ: 2013–14